# 湊川薬品
湊川薬品株式会社（みなとがわやくひん）は、兵庫県神戸市兵庫区水木通1-5-30に本社を置く、医薬品卸売業であった。現在はスズケンである。

## 概要
- 代表取締役社長 上田弘

## 沿革
- 1900年（明治33年）4月 - 「湊川薬局」創業
- 1976年（昭和51年） - 「湊川薬品株式会社」に商号変更
- 1986年（昭和61年）3月 - 「湊川薬品株式会社」と「ツルタ薬品株式会社」とが資本金1億円で合併し「湊川ツルタ薬品株式会社」と商号変更

## 主な取引メーカー
- 塩野義製薬
- 藤沢薬品
- 武田薬品
- 第一製薬
- 興和
- 台糖ファイザー
- 森下製薬

## 営業所
- 兵庫県西宮市・兵庫県神戸市・兵庫県神戸市